# Giovanni Messe

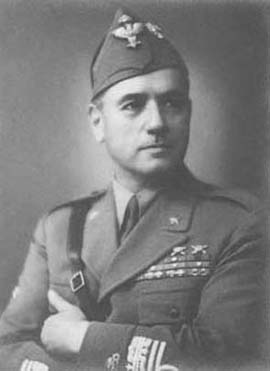
Giovanni Messe als General (um 1941)

Giovanni Messe (* 10. Dezember 1883 in Mesagne; † 18. Dezember 1968 in Rom) war ein italienischer Offizier, zuletzt Marschall von Italien. Von 1953 bis 1968 war Messe in der Politik aktiv und saß zunächst im Senat und später in der Abgeordnetenkammer.

## Leben

### Anfangsjahre und Erster Weltkrieg
Messe wuchs in Apulien in der Kleinstadt Mesagne unter ärmlichen Verhältnissen auf. Er begann seine militärische Karriere im Dezember 1901 als Freiwilliger, um Unteroffizier zu werden und damit einen sozialen Aufstieg zu schaffen. In den Jahren 1903 bis 1905 diente er als Unteroffizier bei den italienischen Truppen, die nach dem Boxeraufstand in China stationiert waren. Er bewährte sich derart gut, dass er als Offizieranwärter auf der Militärschule in Modena aufgenommen wurde, um zum Offizier ausgebildet zu werden.
1910 verließ er die Militärschule als Sottotenente der Infanterie und wurde dem 84. Infanterie-Regiment zugewiesen. Mit dem Regiment nahm er ab Oktober 1911 am Italienisch-Türkischen Krieg teil. In Libyen konnte er sich mehrmals auszeichnen, wofür ihm die Tapferkeitsmedaille in Bronze verliehen wurde. Im September 1912 musste er krankheitsbedingt nach Italien zurückkehren. Zugleich wurde er zum Leutnant befördert. Im Oktober 1913 kehrte Messe nach Libyen zurück. Nach dem italienischen Kriegseintritt in den Ersten Weltkrieg im Mai 1915 bat er um seine Versetzung an die italienisch-österreichische Front. Seinem Gesuch wurde aber erst im Januar 1917 stattgegeben und der seit September 1915 zum Hauptmann beförderte Messe dem am Isonzo stehenden 57. Infanterie-Regiment zugewiesen.
In der Zehnten und Elften Isonzoschlacht konnte er sich erneut auszeichnen und wurde mit der Tapferkeitsmedaille in Bronze und später in Silber ausgezeichnet. Zudem wurde er zum Major befördert. Während der Elften Isonzoschlacht wurde er auf der Hochebene von Heiligengeist östlich von Görz verwundet und musste für mehrere Wochen im Militärkrankenhaus in Mailand behandelt werden. Er trat seinen Dienst erst wieder nach der für Italien verheerenden Zwölften Isonzoschlacht im Dezember 1917 an. Im Januar 1918 wurde ihm das Kommando über die VI. und später die IX. Sturmtruppen-Abteilung der Arditi anvertraut. Im Bereich des Monte Grappa befehligte er während der Zweiten Piaveschlacht im Juni 1918 die Abteilung bei der Eroberung des Col Moschin und am Monte Asolone, wofür seine Abteilung mit der Tapferkeitsmedaille im Gold ausgezeichnet wurde, während ihm eine weitere Tapferkeitsmedaille in Silber und das Ritterkreuz des Militärordens von Savoyen verliehen wurde. Während der Schlacht von Vittorio Veneto wurde er Ende Oktober 1918 am Grappa am Bein verletzt. Für seine Verdienste auf dem Felde wurde er daraufhin zum Oberstleutnant befördert.
Nach einer Verwendung in Albanien wurde Messe 1923 als Oberstleutnant Feld-Adjutant von König Viktor Emanuel III. 1927 wurde er Oberst und für acht Jahre Kommandeur des 9. Bersaglieri-Regiments. 1935 übernahm er als Brigadegeneral kurz die Führung der 3. schnellen Brigade in Verona. Als stellvertretender Kommandeur der Infanteriedivision Cosseria war er an der Schlussphase des Krieges in Äthiopien beteiligt. 1936 erhielt er das Kommando der 3. schnellen Division „Principe Amedeo Duca d’Aosta“ in Verona und wurde gleichzeitig zum Generalmajor befördert. Im April 1939 wurde Messe stellvertretender Befehlshaber des italienischen Expeditionskorps zur Besetzung Albaniens.

### Einsatz im Zweiten Weltkrieg

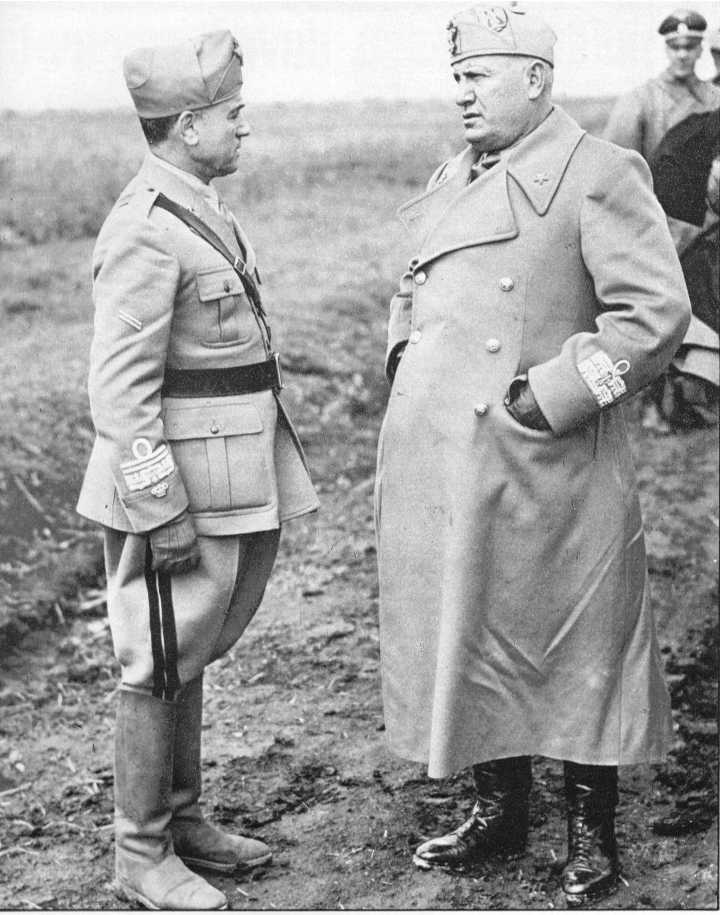
Messe und Mussolini 1941 an der Ostfront

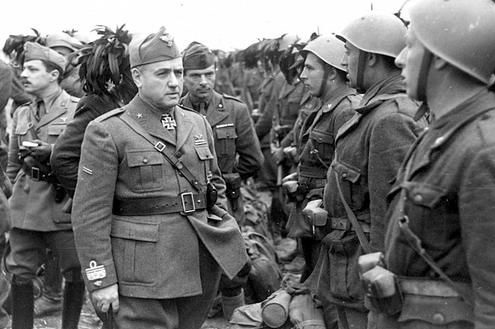
Giovanni Messe mit Ritterkreuz beim Truppenbesuch an Ostfront 1942

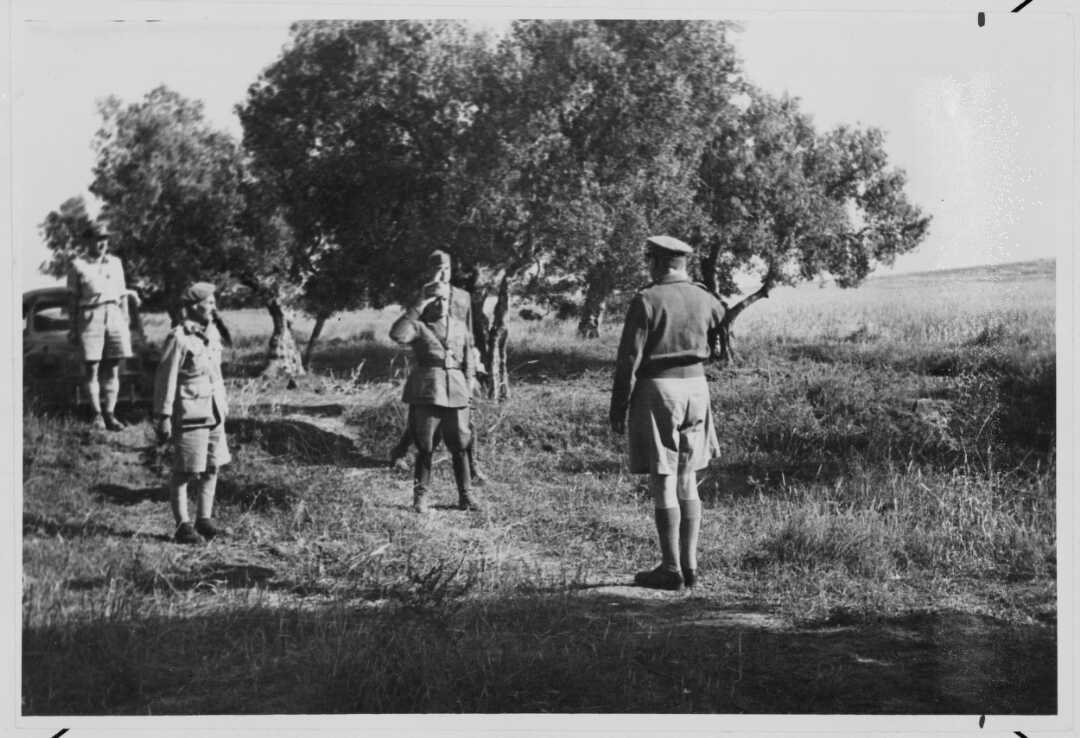
Messe (Mitte) bei der Kapitulation gegenüber General Bernard Freyberg 1943

1940 ernannte man Messe zum kommandierenden General des schnellen Armeekorps. Ab 15. November 1940 nahm er mit dem im Zuge der griechischen Gegenoffensive neu aufgestellten Sonderkorps am Krieg gegen Griechenland teil und wurde schließlich zum Generalleutnant ernannt.
Nach Beginn des deutschen Überfalls auf die Sowjetunion befehligte Messe ab dem 17. Juli 1941 das an deutscher Seite kämpfende italienische Expeditionskorps in Russland. Er war bis Ende 1942 dessen Befehlshaber. Am 23. Januar 1942 erhielt er das Ritterkreuz des Eisernen Kreuzes.
Im Mai 1942 schrieb er das vernichtende Memorandum „Note sulla politica germanica in Ucraina“ über die einseitig auf Gewalt setzende deutsche Besatzungspolitik und ihren rassenideologischen Ansatz. Dagegen begrüßte er die Vernichtung des Bolschewismus. Mit den Deutschen verband Messe eine Art Hassliebe: „Einerseits hielt er sie für arrogant, anmaßend, egozentrisch, rücksichtslos und unkultiviert, anderseits bewunderte er ihr organisatorisches Talent und die Leistungsfähigkeit ihrer Streitkräfte so sehr, dass er nicht genug von ihren Ehrungen bekommen konnte. Die Deutschen wiederum kritisierten zwar Messes Sturheit oder machten sich über seine Eitelkeit und seinen Hang zu theatralischen Gesten lustig, aber sie schätzten seine Fähigkeiten und zeichneten ihn Anfang 1942 mit den Ritterkreuz aus.“
Am 9. Juli 1942 wurde das Expeditionskorps in XXXV Corpo d’armata (deutsch XXXV. Armeekorps) umbenannt und in die neu aufgestellte italienische 8. Armee unter Generaloberst Italo Gariboldi eingegliedert. Vorher reiste Messe nach Rom, um Mussolini davon abzubringen. Der unzureichende Motorisierungsgrad der italienischen Verbände in der Sowjetunion würde sich weiter verschlechtern und ohne moderne Panzerverbände wäre die Armee größten Gefahren ausgesetzt. Messes Einwände wurden aus politischen Gründen abgewiesen. Zwischen Gariboldi und Messe kam es in der Folge zu ständigen Reibereien. Auch mit dem Oberkommando der Heeresgruppe B kam es zu immer stärkeren Konflikten. Messe bat den Duce persönlich um seine Ablösung. Seinem Gesuch wurde stattgegeben und er kehrte im November 1942 nach Italien zurück. In der Presse wurde er als Held gefeiert und es folgte seine Beförderung zum Generaloberst.
Messe galt als einer der fähigsten italienischen Offiziere des Zweiten Weltkrieges und er war der einzige nichtdeutsche Offizier, der je das Kommando über deutsche Verbände erhielt. Bei den Kämpfen in Tunesien im Februar 1943 zeichnete er sich mit seinen Truppen der italienischen 1. Armee besonders aus. Es gelang ihm, mit entschlossenen Gegenangriffen den anglo-amerikanischen Vormarsch erheblich zu verlangsamen, doch die Niederlage der Achsenmächte in Nordafrika konnte dies letztlich nicht verhindern. Einen Tag nach seiner Ernennung zum Marschall durch Mussolini ergab er sich am 13. Mai 1943 den Alliierten. Zeitlebens hob er hervor, dass die deutschen Truppen in Tunesien bereits am 9. bzw. 12. Mai, also noch vor den italienischen Verbänden, kapituliert hatten.
Messe und andere italienische Generäle brachte man in ein Gefangenenlager in Wilton Park (England), betrieben vom Secret Intelligence Service. Hier wurden sie verhört und die Gespräche untereinander abgehört. Er ging in den abgehörten Gesprächen davon aus, dass der Krieg verloren sei. Nun wäre es das Wichtigste, die Einheit der Nation zu erhalten und einen Bürgerkrieg zu vermeiden, sollte sich der König gegen den Duce stellen. Das Deutsche Reich bezeichnete er als Heimat seelenloser Barbaren und herzloser Hunnen. Auch Großbritannien und den USA stand er distanziert gegenüber und befürchtete eine anglo-amerikanische Hegemonie. Seine größte Sorge galt einem möglichen Sieg des Bolschewismus in ganz Europa. Um diesen zu verhindern, wollte er eine Neuordnung Europas nach dem Krieg und eine Verständigung zwischen Italien, Großbritannien und dem Deutschen Reich herbeiführen.
Mit dem  Waffenstillstand von Cassibile am 3. September 1943 zwischen dem Königreich Italien unter der Regierung von Marschall Pietro Badoglio, den USA und Großbritannien, beendete Italien das Bündnis mit dem Deutschen Reich. Benito Mussolini war unter dem Eindruck der sich abzeichnenden Niederlage am 25. Juli abgesetzt worden. Messe erklärte, dass er auf Seite des Königs stünde und gegen die Deutschen kämpfen wolle, welche Italien nun besetzten. Nach seiner Rückkehr nach Italien am 8. November bot ihm Badoglio die unwichtige Position des Generalinspektors der Armee an, was Messe ablehnte. Der König ernannte ihn hingegen am 18. November 1943 zum Generalstabschef, da die Militärführung Badoglios extrem in der Kritik stand. Messe wollte in größeren Umfang Kampftruppen gegen die Deutschen in Stellung bringen, auch um nach dem Kriegsende günstige Friedensbedingungen zu bekommen. Die Alliierten hatten daran aber kein Interesse, so dass Mitte 1944 nur 25.000 Soldaten des Königreichs an der Front standen. Messe wollte die Partisanen im von Deutschen besetzten Teil Italiens in die Kommandostruktur der Armee einbinden und diese nicht nur logistisch unterstützen. Dieses Vorhaben gestaltete sich schwierig, da die eher linken Partisanen in Messe ein verhasstes Überbleibsel des faschistischen Regimes sahen. Messe hingegen bemühte sich von Beginn an darum, vor allem professionelle Gesichtspunkte und deren Verhalten nach dem Waffenstillstand am 8. September bei der Bewertung seiner Offiziere zu berücksichtigen, um eine geforderte Säuberung der Armee in der eigenen Hand zu behalten. Er blendete dabei die Verstrickung seiner Offiziere und seiner Person selbst in das faschistische System aus. Soldaten hingegen, die in der professionellen Arbeit versagt hatten, wurden aus dem Dienst entfernt. Dies stieß auf massive Kritik, so dass Messe bis September 1944 seine Zuständigkeit für die personelle Umstrukturierung des Heeres nach und nach verlor. Die Kommunisten und der deutsche Marionettenstaat Repubblica Sociale Italiana schossen sich nun in ihrer Propaganda auf Messe ein. Mussolini veröffentlichte in einem Buch ein Porträt Messes, in dem er zudem auch kompromittierende Briefe des Generals veröffentlichte. Messe wurde am 1. Mai 1945 als Generalstabschef abberufen und von General Claudio Trezzani abgelöst.

### Ab 1945

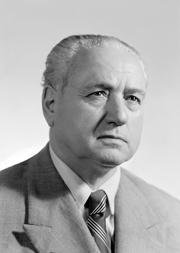
Messe als Senator (1953)

Nach dem Krieg blieb er offiziell als Marschall von Italien im Dienst. Ab dem 1. Februar 1945 war er der letzte Präsident des Rates des Militärordens von Savoyen und später bis 1951 auch des Nachfolgers Militärorden von Italien. Messe selbst hatte den Militärorden von Savoyen in vier Ordensklassen erhalten und zwar 1919 als Ritter, 1939 als Offizier, 1942 als Kommandeur und 1943 als Großoffizier. Messe ging am 18. Januar 1947 zunächst in die Armee-Reserve und am 27. März 1947 in den Ruhestand.
Messe wechselte nun in die Politik. Er setzte sich noch im Dienst für den Erhalt der Monarchie ein, die jedoch durch die Volksabstimmung vom 2. und 3. Juni 1946 abgeschafft wurde. Bei den Parlamentswahlen 1948 kandidierte er erfolglos für den einen nationalen Block. Messe wurde 1953  als Unabhängiger auf der Liste der Democrazia Cristiana erstmals zum Senator gewählt. Im März 1955 gründete er mit Achille Lauro die monarchistische Partei Partito Nazionale Monarchico, welche 1954 in Partito Monarchico Popolare umbenannt wurde. 1958 gelang ihm der Einzug in den Senat über die Partito Democratico Italiano. Im April 1961 übernahm er einen Sitz als Abgeordneter. Im Oktober 1961 schloss er sich der Partito Liberale Italiano an. Als Kandidat dieser Partei wurde er bei den Parlamentswahlen in Italien 1963 wiedergewählt. Bis 1968 war er vorwiegend im Verteidigungsausschuss aktiv.
Für die Kommunisten und Sozialisten war Messe nach dem Krieg eine Symbolfigur für die monarchistisch-faschistische Elite und wurde von ihren Zeitungen angegriffen. Er vertrat die Meinung, dass Militär und Faschismus zwei getrennte Welten waren. Die Armee sei Opfer einer unfähigen faschistischen Regierung und der perfiden deutschen Verbündeten gewesen. Die italienischen Soldaten hätten einen sauberen Krieg geführt, wobei er geschickt Wahrheit und Dichtung miteinander verknüpfte. Seine Deutung traf auf breiten Konsens in der Bevölkerung. 1946 veröffentlichte er das Buch La Guerra al Fronte Russo über seine Erfahrungen im Russlandkrieg. Die deutschsprachige Übersetzung erschien 1948 als „Der Krieg im Osten“ im Thomas-Verlag, Zürich. Dieses Buch erwies sich als einflussreich und stilprägend und war über die politischen Grenzen hinweg ein wichtiger Baustein der italienischen Erinnerungskultur. 1946 erschien sein Buch Come fini la guerra in Africa: la Prima Armata Italiana in Tunisia (Wie der Krieg in Afrika endet: Die erste italienische Armee in Tunesien).
Messe starb am 18. Dezember 1968 im Alter von 85 Jahren in Rom und wurde auf dem Campo Verano in Rom beigesetzt.

## Historische Bewertung
Der Historiker Thomas Schlemmer schrieb über Messes Karriere: „Es dürfte nicht einfach sein, einen Offizier zu finden, der eine ähnliche steile und unvorhersehbare Karriere gemacht hatte wie Messe - und das in einem Heer wie dem italienischen mit seinen traditionell gesellschaftlich abgeschotteten Offizierskorps und seinen starren Mechanismen zur Nachwuchsrekrutierung.“ Schlemmer schrieb zudem über Messe: „der wohl als der begabteste Truppenführer unter den Generälen des königlichen Heeres gelten muß.“
Schlemmer mutmaßt über Messes Aufstieg vom Generalleutnant zum Marschall in nur drei Jahren: „Er profitierte dabei von seinen Fähigkeiten als Truppenführer ebenso wie vom wohlwollen des Duce, das ihm auch darüber hinweghalf, dass er als Außenseiter keine guten Karten bei den höheren Kommandos hatte, wo Offiziere von Stand und mit Generalstabsausbildung über die Karrierewege entschieden.“
Über Messes Rolle nach dem Zweiten Weltkrieg schrieb Schlemmer: „Giovanni Messe zählte  so zu den Architekten einer italienischen Variante der deutschen Wehrmachtslegende und zu den Stichwortgebern einer Geschichtspolitik, die auf die ausschnitthafte Verkürzung eines viel umfassenderen Kriegserlebnisses und auf die der Erinnerung an den Krieg an der Seite der Deutschen hinauslief. Hat - so wäre abschließend zu fragen - der letzte Marschall von Italien im Krieg der Erinnerung vielleicht erfolgreicher gekämpft als auf den Schlachtfeldern des Zweiten Weltkrieges.“